# Остроленцьке воєводство
Остроленцьке воєводство (пол. województwo ostrołęckie) — адміністративно-територіальна одиниця Польщі найвищого рівня, яка існувала у 1975—1998 роках.
Являло собою одну з 49 основних одиниць адміністративного поділу Польщі, які були скасовані в результаті адміністративної реформи Польщі 1998 року.
Займало площу 6498 км². Адміністративним центром воєводства було місто Остроленка. Після адміністративної реформи воєводство припинило своє існування і його територія відійшла до Мазовецького та Вармінсько-Мазурського (Ґміна Розоґі) воєводств..

## Районні адміністрації
- Районна адміністрація в Макуві-Мазовецькому: Червенка, Красносельц, Плоняви-Брамура, Жевне, Сипнево, Шелкув та міста Макув-Мазовецький
- Районна адміністрація в Остроленці: Бараново, Чарня, Червін, Говорово, Кадзідло, Леліс, Лисе, Млинаже, Мишинець, Ольшево-Боркі, Розогі, Ружан, Жекунь, Трошин та міста Остроленка
- Районна адміністрація в Острув-Мазовецькій: Брок, Малкіня-Гурна, Острув-Мазовецька, Старий Люботинь, Всесево та міста Острув-Мазовецька
- Районна адміністрація в Пшасниші: Хожеле, Єднорожець, Кшиновлоґа-Мала, Пшасниш та міста Пшасниш
- Районна адміністрація у Вишкові: Браньщик, Домбрувка, Длуґосьодло, Клембув, Обрите, Жонсьник, Сомянка, Тлущ, Вишкув, Забродзе та Затори.

## Міста
Чисельність населення на 31 грудня 1998:
- Остроленка – 55 271
- Вишкув – 26 154
- Острув-Мазовецька – 22 592
- Пшасниш – 17 556
- Макув-Мазовецький – 10 651
- Тлущ – 6708
- Ружан – 2906
- Мишинець – 2815
- Хожеле – 2643
- Брок – 1918

## Населення
- 1975 – 361 900
- 1980 – 371 400
- 1985 – 384 200
- 1990 – 397 300
- 1995 – 408 400
- 1998 – 411 600